# 四月提綱
《四月提纲》（俄语：апрельские тезисы）是布尔什维克党主席列宁在1917年4月17日（儒略历4月4日）在圣彼得堡塔夫利达宫布尔什维克会议上所作的报告，全名为《论无产阶级在这次革命中的任务》（俄语：О задачах пролетариата в данной революции），随后刊登于布党机关报《真理报》。在四月提纲之中列宁提出将俄国革命由资产阶级民主革命转变为社会主义革命，争取用和平的方式取得政权。

## 背景

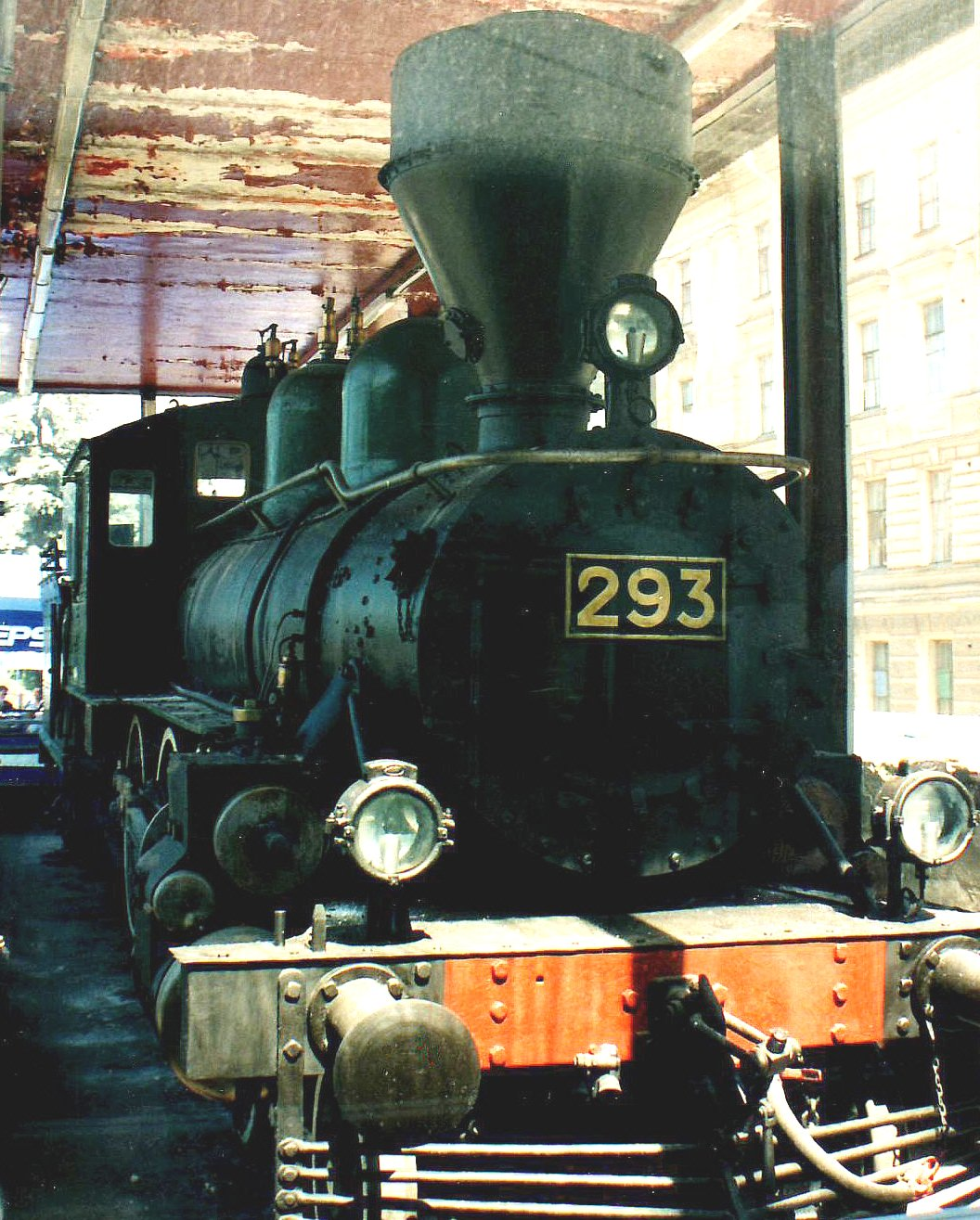
列宁乘坐的列车，1917年4月到达圣彼得堡芬兰站

1917年3月，俄国发生了反对罗曼诺夫王朝统治的二月革命，革命之后俄国形成了两个政权并立的局面。其一是1917年3月15日（儒略历3月2日）成立的资产阶级专政的临时政府。其二是2月27日成立的彼得格勒苏维埃。彼时临时政府是实际掌权机关，企图消灭苏维埃，虽然得到了孟什维克党和社会革命党的支持，却没有力量解散苏维埃。另一方面，无产阶级力量也不够强大到足以夺权。
针对两个政权并立的局面，布尔什维克党内部意见并不统一。临时政府也在竭力纠集武装力量消灭苏维埃。此外，二月革命本应反对俄国参加第一次世界大战而起，但临时政府宣布继续参战。此时列宁正在中立国瑞士，由于邻国陷入了第一次世界大战无法直接回到俄国。瑞士共产党人弗里茨·普拉廷积极与德国当局协商，而德国也希望通过列宁缓解同俄国在东线的战事，便同意安排列宁乘坐德国的“密封列车”回国。列宁穿越德境后乘船到达瑞典，并在瑞典共产党人奥托·格日姆伦、图雷·尼曼等人的帮助下顺利经过斯堪的纳维亚，于1917年4月16日乘坐火车到达圣彼得堡的芬兰站。数千名工人和士兵在车站前的广场欢迎他的归来。

## 内容
《四月提纲》规定了俄国革命的总方向和性质，认为俄国民主革命已经基本结束，应该过渡到第二阶段也就是社会主义革命阶段。针对当时两政权并立的特殊局面，列宁提出以下内容：
- 拒绝与资产阶级临时政府合作。最大限度孤立临时政府。
- 反对俄罗斯继续参战，因为战争是资产阶级国家争夺利益的工具；
- 废除警察军队与国家官僚，因为它们维护着资产阶级统治者的利益。

列宁也反对议会民主，并呼吁工人阶级以苏维埃控制国家。
针对布尔什维克党，基于不少西方社会民主者支持他们的国家参战，贬低社会民主的价值，列宁认为应该为布党考虑正名，与主流的欧洲社会民主主义划清界线。他主张召开党代表大会、修改党的名字和党章。在1915年发表的社会主义与战争中，列宁已谴责支持战争的社会民主主义者为社会沙文主义者（Social-Chauvinism），此时他号召建立一个摆脱机会主义和社会沙文主义的第三国际。
经济方面，《四月提纲》提出没收地主土地并实行土地国有。此外，还要把所有的银行合并成一个由苏维埃监督的国家银行。

## 后续
列宁的提纲中，有不少论点都是针对布党党员以及民众。在二月革命成功以后，不少布党领袖自流放而归—例如加米涅夫，都认为布党应该采取更温和的路线，指出俄国参战之举正确，而且布党应该与自由分子合作。不过，列宁的论点其实反映了在革命发生时候，在彼德格勒的布党人之意见，例如亚历山大·施略普尼柯夫等人。约瑟夫·斯大林一开始支持和临时政府合作，在阅读《四月提纲》后改变立场，在布尔什维克圣彼得堡城市会议上发表支持提纲的言论。
列宁发表四月提纲，成功创造布党意识形态的基础，说服党员要专心致志，从而缔造十月革命成功的契机。

### 注脚
1. ↑  Alan Moorehead, The Russian Revolution. 纽约: Harper (1958), pp. 183–187
2. ↑  Volkogonov, Dmitriĭ Antonovich. . Grove Weidenfeld. 1991: 23. ISBN 978-0-8021-1165-4 （英语）.